# Dvojštítek hladkoplodý proměnlivý
Dvojštítek hladkoplodý proměnlivý (Biscutella laevigata subsp. varia) je středně vysoká, žlutě kvetoucí bylina z čeledi brukvovitých. Je to poddruh náležející do druhu dvojštítek hladkoplodý, který je pro svůj polymorfismus taxonomicky poměrně problematický.

## Výskyt
Dvojštítek hladkoplodý proměnlivý vyrůstá převážně v teplých oblastech na nezastíněných svazích nebo ostrožnách kde se díky svému zakřivenému, dřevnatému oddenku dobře ukotvuje. Vyskytuje se často na bazických horninách jako je vápenec, spilit, čedič, diabas, hadec a ojediněle i na dalších. Orientace těchto svahů je severní nebo západní, což zajišťuje stejnoměrnější vlhkost půdy. Obvykle se objevuje na místech která nebylá od glaciálu porostlá souvislými lesy. Roste poměrně řídce na místech kam se pravděpodobně rozšířil z Alp. Mimo Českou republiku je zjištěn v zemích jako např. Francie, Itálie, Německo, Rakousko, Slovensko, Švýcarsko ale i Belgie a Polsko.
V ČR vyrůstá jen řídce a to nejčastěji ve středních a severních Čechách a na střední a jižní Moravě. Dvojštítek hladkoplodý proměnlivý je diagnostickým druhem společenstev svazu Alysso-Festucion pallentis.

## Popis
Rostlina je trvalka pokrytá štětinatými chlupy s přízemní růžici listů a lodyhou dorůstající do výšky od 20 do 40 cm a je v horní části lysá. Růžice roste z trvalého, vícehlavého podzemního oddenku a vyrůstá z ní jedna nebo několik řídce olistěných lodyh které jsou vystoupavé či přímé a větví se až ve svrchní části. Přízemní listy s dlouhými řapíky mají tvar podlouhlý až obkopinatý, po obvodu jsou celokrajné nebo oddáleně zubaté, hustě chlupaté či olysalé. Po lodyze pak roste jen několik drobných, přisedlých, poloobjímavých čárkovitých listů.
Na lodyhách vyrůstají stopkaté čtyřčetné oboupohlavné květy a vytvářejí hroznovitá květenství. Pravidelné květy mají žlutozelené kališní lístky dlouhé asi 3 mm a žluté rozestálé korunní lístky o délkách 4 až 8 mm které jsou uspořádány do kříže. V květu vyrůstá šest žlutých tyčinek s nahnědlými prašníky. Semeník je dvoudílný a má čnělku s jednou bliznou. Vykvétá od května do června, opylování probíhá převážně entomogamicky.
Plodem jsou nepukavé šešulky diskovitého tvaru obsahující po jednom semeni. Z dvoupouzdrého semeníku se vytvoří tyto šešulky dvě a vztyčené jsou do uzrání připojené ke stopce, plod je tehdy tvarem podobný brýlím. Lysá šešulka má v průměru 3 až 7 mm, kulovité semeno uvnitř je pokryto drobnými důlky. Ploidie je 2n = 18.

## Ohrožení
Dvojštítek hladkoplodý proměnlivý je "vyhláškou č. 395/1992 Sb. ve znění vyhl. č. 175/2006 Sb." stejně jako "seznamem cévnatých rostlin květeny České republiky r. 2012" prohlášen za ohrožený druh.

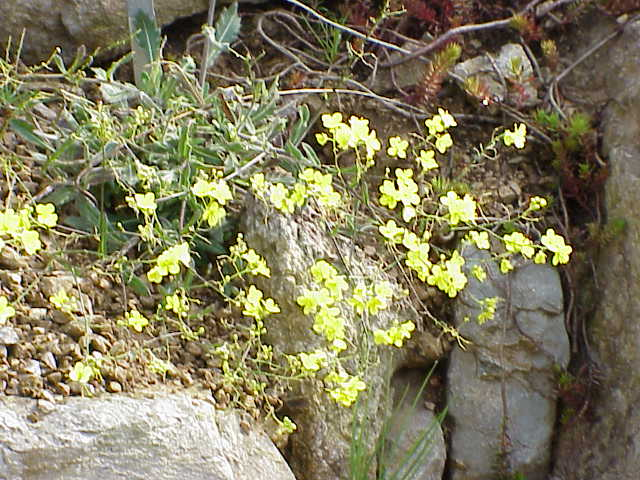
Typické prostředí
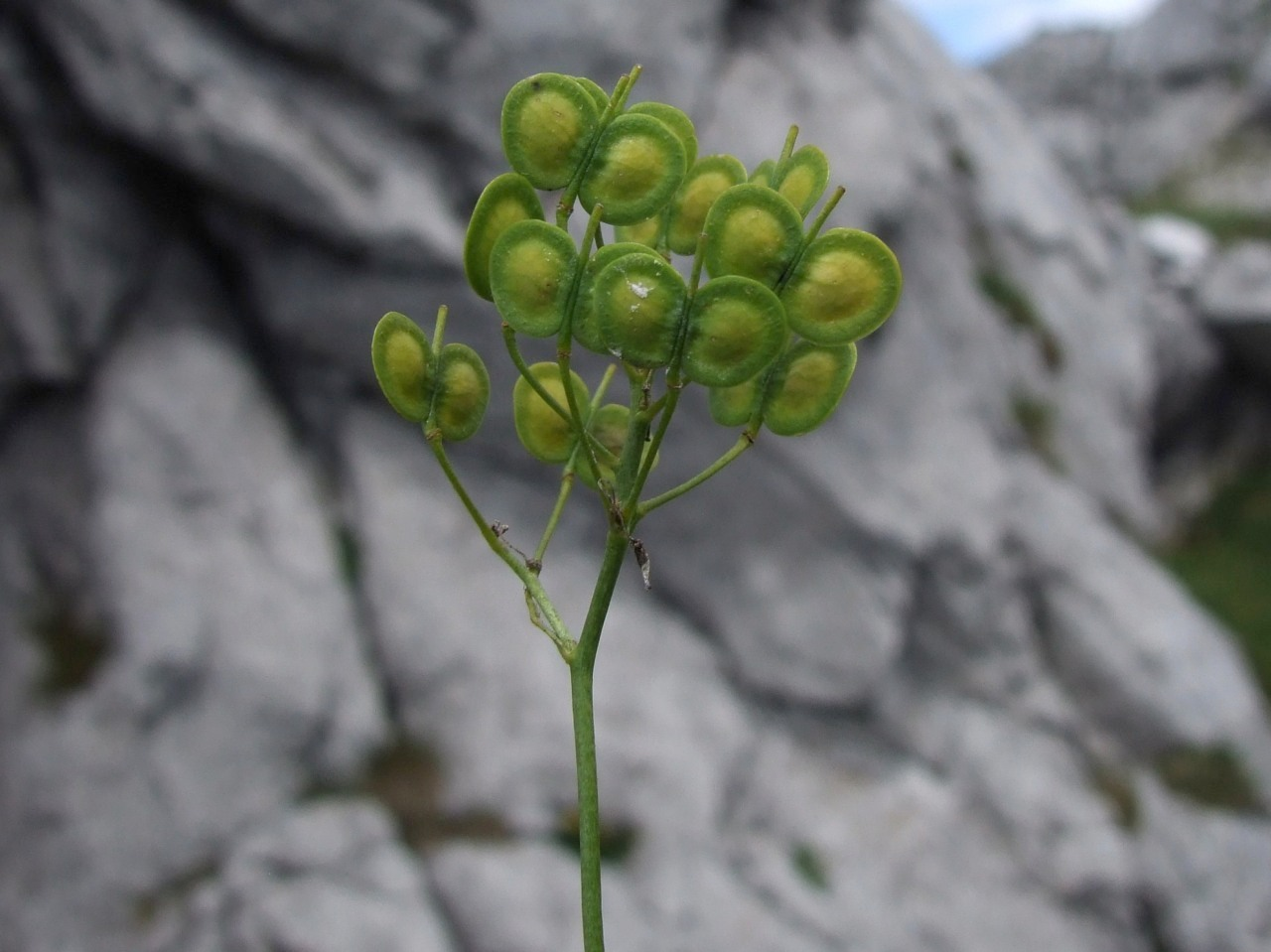
Dozrávající ploché šešulky